# Borsa di Ho Chi Minh
La Borsa di Ho Chi Minh è la borsa valori della città di Ho Chi Minh in Vietnam.

## Storia
Il 10 luglio 1998 il primo ministro vietnamita Phan Văn Khải firmò un decreto riguardante il mercato azionario e obbligazionario preannunciando l'apertura di due borse valori ad Hanoi e a Ho Chi Minh.
La borsa di Ho Chi Minh venne ufficialmente creata il 20 luglio 2000.
Alla fine del 2006 la sua capitalizzazione, combinata a quella della Borsa di Hanoi, raggiungeva 14 miliardi di dollari statunitensi, cifra pari al 22,7% del prodotto interno lordo vietnamita.
A luglio 2010 nella borsa erano quotate 247 aziende per una capitalizzazione azionaria complessiva di 537,4 triliardi di đồng.